# 陶大偉
陶大偉（1942年9月28日—2012年9月12日），本名陶原，筆名陶鴻翔，人稱「陶叔叔」，臺灣男歌手、演員、電視節目製作人、電視節目主持人。其子陶喆是知名的创作男歌手、音乐制作人。

## 生平
陶大偉畢業於國立臺灣藝術專科學校美術科，12歲時曾在台北美軍俱樂部演唱西洋流行歌曲，有「小貓王」稱號。1962年，陶大偉組了台灣第一個流行樂團「雷蒙樂團」，該樂團主唱金祖齡是1970年代台灣演唱貝瑞·懷特歌曲的代表人物。1970年代，陶大偉曾回到老本行，於華特迪士尼公司做動畫製作工作。回到電視圈後，陶大偉於台視綜藝節目《錦繡年華》與孫越搭檔。陶大偉製作且參演的台視短劇綜藝節目《小人物狂想曲》，堪稱當年的綜藝喜劇經典，孫越、夏玲玲、都是當年重要班底。
1980年代，陶大偉轉型為兒童節目製作人、兒童節目主持人、綜藝節目主持人，主持的兒童節目有台視《快樂童心園》、中視《全員競賽快快快》、中視《歡樂甜甜屋》、華視《嘎嘎嗚啦啦》等，《嘎嘎嗚啦啦》也是他為人熟知的代表作品；製作的兒童節目有台視《彩虹街》、台視《快樂聖代》；主持的綜藝節目有台視《綜藝大都會》、台視《綜藝大集合》、華視《夏日假期》。1986年8月23日，陶大偉與李典勇在台北市合開「創意傳播事業有限公司」（2009年12月22日解散）。1990年5月31日，陶大偉在台北市自行創立「鴻舲傳播有限公司」（又名「大偉工作室」，2003年6月30日解散）。
陶大偉也致力製作兒童動畫，台北市「夢夢國動畫」與上海市「龍潤動畫」都是他的動畫公司，鴻舲傳播製作的兒童動畫《小葫蘆歷險記》曾獲得1994年第36屆紐約國際廣播電視節目展動畫銀牌獎。
2012年8月13日，陶大偉病情急速惡化，被緊急送進台大醫院加護病房治療。2012年8月15日凌晨，陶大偉之子陶喆透過經紀公司發出聲明稿表示，陶大偉只是因為身體不適，到台大醫院就醫，病情並沒有外界傳得那麼嚴重。
2012年9月12日下午2點54分，陶大偉因肺癌引發的多重器官衰竭病逝於台大醫院，享壽70歲。2012年9月14日，陶喆透過經紀公司發出陶大偉追思會（告別式）邀請函，追思會時間為本月21日上午10點，地點為台北市文山區台北靈糧堂靈糧山莊。2012年9月15日上午，陶家在臺北市第二殯儀館以基督教祝禱儀式舉行簡單家祭後，火化陶大偉遺體。
2012年9月21日上午10點至下午1點，陶家在靈糧山莊舉行陶大偉追思會，追思會在親友合唱〈朋友歌〉中結束。資深演員王羽在陶大偉追思會上說，2012年7月他與陶大偉以電話聯絡，當時陶大偉嘆「我現在很不好」，他勉勵陶大偉「我中風都撐過來，你撐一下吧」，不料成了他與陶大偉的最後通話。

## 家庭
- 父親陶一珊曾任台灣省政府警務處處長。
- 妻子陶王復蓉是京劇名演員。
- 兒子陶喆流行音樂歌手。
- 姪女陶君薇（英语：Ruth Winona Tao）是前藝人。

## 音樂作品

### 唱片專輯
| 發行日期 | 發行專輯                                    | 發行公司           | 曲目 |
| 1982年   | 《滾石歡樂英雄系列第①輯：陶大偉、孫越專輯》 | 滾石有聲出版社     | 曲目 1. 龜兔赛跑 2. 小人物狂想曲(演奏曲) 3. 朋友歌 4. 小人物狂想曲 5. 悄悄的告訴你 6. 小精靈 7. 摩托車 8. 歡樂滿人間 9. 今天明天 10. 朋友歌(演奏曲)                 |
| 1982年   | 《陶大偉、孫越專輯：歡樂歌》                | 歌林公司音樂出版部 | 曲目 1. 歡樂歌 2. 長尾巴 3. 假如我是大明星 4. 愛情滋味 5. 歡樂歌演奏曲(快奏) 6. 瘋狂大吃客 7. 真情真意 8. 搭巴士 9. 阿里阿巴巴 10. 長尾巴＋歡樂歌                   |
| 1983年   | 《陶大偉1983創作專輯：嘎嘎嗚啦啦》          | 飛碟唱片           | 曲目 1. 喂！你是誰 2. 親親我的愛 3. 生龍活虎打衝鋒 4. 告訴我你是誰 5. 我忘記去想起我要忘記你 6. 傻瓜訴情 7. 嘿！晚霞 8. 愛情畢業生 9. 小人物新生曲 10. 打衝鋒(音樂) |
| 1983年   | 《陶大偉1983夏季專輯：夏日假期》            | 飛碟唱片           | 曲目 1. 放暑假(夏日假期) 2. 月亮幫幫忙 3. 親親我的愛 4. 茱麗葉與羅密歐 5. 圈圈歌 6. 猜猜我是誰 7. 彩虹的家 8. 媽媽的話 9. 親親我的愛(音樂) 10. 再見．再見           |
| 1985年   | 《陶大偉的童話世界（一）》                  | 飛碟唱片           | 曲目 1. 金銀島冒險記 2. 小恬恬夢遊記 |
| 1985年   | 《陶大偉的童話世界（二）》                  | 飛碟唱片           | 曲目 1. 太空船凱旋號 2. 大公雞 3. 超人 4. 歡樂英雄 5. 快樂的歌 6. 戰爭與和平(電影少爺兵主題曲) 7. 電視樂無窮 8. 催眠曲                                              |
| 1985年   | 《陶大偉'85專輯》                           | 飛碟唱片           | 曲目 1. 溫暖的家 2. 毛毛毛 3. 永不更改 4. 天生一對 5. 魔鬼俱樂部 6. 歡喜冤家 7. 諸葛四郎 8. 溫柔的分手 9. 亞當與夏娃 10. 愛的留級生                                 |
|          | 《陶叔叔姆指頑童歷險記》                    | 金猪唱片           | |

### 其他專輯
| 發行日期 | 發行專輯              | 發行公司 | 曲目 |
| 年份不詳 | 《歡樂英雄諧趣系列1》 | 吉立製作 | 曲目 1. 朋友歌（陶大偉、孫越） 2. 小人物狂想曲（陶大偉、孫越） 3. 歡樂滿人間（陶大偉） 4. 今天、明天（孫越） 5. 小精靈（孫越） 6. 小人物新生曲（陶大偉、孫越、方正、許不了） 7. 悄悄告訴你（陶大偉） 8. 上班去（許不了） 9. 告訴我你是誰（陶大偉） 10. 熱血（李小飛） 11. 姑娘一朵花（許不了） 12. 我忘記去想起我要忘記你（陶大偉） 13. 不要說再見（李小飛） 14. 愛情畢業生（陶大偉） 15. 傻瓜訴情（陶大偉） 16. 朋友歌（演奏曲） 17. 打衝鋒（演奏曲）  |
| 年份不詳 | 《歡樂英雄諧趣系列2》 | 吉立製作 | 曲目 1. 親親我的愛（林青霞） 2. 喂！你是誰（陶大偉、孫越） 3. 大兵歌（方正、許不了） 4. 白羊黑羊過小橋（方正、許不了） 5. 向前衝（方正） 6. 龜兔賽跑（陶大偉、孫越） 7. 摩托車（孫越） 8. 飛呀！飛呀！（許不了） 9. 癡癡地等（方正） 10. 小飛（李小飛） 11. 生龍活虎打衝鋒（陶大偉） 12. 走不完的記憶（李小飛） 13. 嘿！晚霞（陶大偉） 14. 打靶練槍法（許不了） 15. 想飛（李小飛） 16. 小人物狂想曲（演奏曲） 17. 大兵歌（演奏曲） 18. 向前衝（演奏曲） |

## 演出作品

### 電影
| 上映日期      | 片名                                     | 飾演角色         | 出品                    | 合作演員 | 導演           |
| 1968年5月24日 | 《陌生人》                               |                  | 國聯影業出品              | 楊群、甄珍、李虹、陶原(即陶大偉)、孫越、佟林主演。陶原飾演角色為唐國本，為女主角甄珍之追求者                                                                  | 李翰祥、楊甦   |
| 1977年        | 《愛情走廊》                             |                  |                         | |                |
| 1980年        | 《套房出租》 （House for Rent）          |                  |                         | 許不了、陶大偉、蔣光超、谷音、吳燕、魯直、王瑞、王昌熾、張萍、蔣玉蘭主演                                                                                      | 魯繼祖         |
| 1981年        | 《中國女兵》                             | 護理師助教(客串) |                         | |                |
|               | 《大笑將軍》（The Funny General）        |                  |                         | |                |
| 1982年        | 《頑皮鬼》(Funny People)                 |                  |                         | | 劉維斌         |
|               | 《大追擊》                               | 宮本二百五       | 新藝城出品              | 孫越、夏玲玲、方正、李立群、柯受良、麥嘉、石天、曾志偉 | 虞勘平         |
| 1983年        | 《四傻害羞》（The Four Sheepish Dummies) |                  | 卓茂電影出品              | 鳳飛飛、林青霞、陶大偉、許不了、方正、孫越主演 | 朱延平         |
|               | 《迷你特攻隊》                           |                  |                         | |                |
|               | 《夜夜念嬌妻》                           |                  | 永懷電影出品 名毅電影發行 | 劉瑞琪、陶大偉、許不了、方正主演 | 朱延平         |
|               | 《男人真命苦》                           |                  | 金格影藝出品            | 恬妞、陶大偉、許不了、譚艾珍主演 | 陳俊良、朱延平 |
|               | 《抓鬼特攻隊》                           |                  |                         | |                |
| 1984年        | 《笑匠》（The Time You Need a Friend）   |                  | 新藝城出品              | | 吳宇森         |
| 1985年        | 《七隻狐狸》                             |                  |                         | |                |
|               | 《少爺兵》                               |                  |                         | |                |
|               | 《老少江湖》                             |                  |                         | |                |
|               | 《醜小鴨》                               |                  |                         | |                |
| 1986年        | 《頑皮家族》（Funny Family）             |                  |                         | 藍心湄、胡瓜、素珠、金塗、陶大偉、譚艾珍、陳慧樓、 湯子同、顏正傑、葉容蜓、項美龍、大島由加利、林偕文、趙舜、張順興、虞金寶、林光進、蔡中秋、馬場、卓勝利主演 | 朱延平         |
|               | 《5711438》                              |                  | 鴻揚影業出品 趙寧原作     | 陶大偉、顏鳳嬌、周丹薇、譚艾珍、金塗、胖三主演 | 陳俊良         |
|               | 《老虎來了》                             |                  |                         | |                |
|               | 《好小子》（主題曲作詞、作曲及主唱）     |                  |                         | |                |
| 1987年        | 《大頭兵》                               |                  |                         | | 朱延平         |
| 1990年        | 《遊俠兒 (1990年電影)》                  |                  |                         | 吳奇隆、蘇有朋、陳志朋、林小樓、陶大偉、澎澎、黃子佼、顏正國、陳崇榮、左孝虎                                                                                  | 朱延平         |

### 舞台劇
| 首演年份 | 演出劇名       | 飾演角色 | 劇團名稱 |
| 2006年   | 《淡水小鎮》   | 說書人   | 果陀劇場 |
| 2007年   | 《開錯門中門》 | 老富商   | 果陀劇場 |

## 主持作品

### 電視
| 節目類型     | 首播期間                      | 播出頻道 | 節目名稱            | 備註                                           |
| 綜藝節目     | 1981年－1984年                | 台視     | 《錦繡年華》        |                                                |
| 綜藝節目     | 1986年3月24日－1994年4月14日  | 華視     | 《連環泡》          | 與李方、朱家容、林佩君共同主持                 |
| 綜藝節目     | 1988年8月28日－1989年2月26日  | 台視     | 《綜藝大都會》      | 與高凌風、朱寶意共同主持                       |
| 綜藝節目     | 1989年3月19日－1989年5月28日  | 台視     | 《綜藝大集合》      |                                                |
| 兒童節目     | 1984年10月23日－1988年7月19日 | 華視     | 《嘎嘎嗚啦啦》      | 與孫小毛主持                                   |
| 兒童節目     | 1989年7月7日－1989年10月27日  | 中視     | 《全員競賽 快快快》 |                                                |
| 兒童節目     | 1989年11月3日－1994年9月30日  | 中視     | 《歡樂甜甜屋》      | 與蔡亞臻（糖糖）主持；後期改為蘇禾、寇乃馨主持 |
| 兒童節目     | 1994年4月15日－1994年7月8日   | 台視     | 《快樂童心園》      |                                                |
| 短劇綜藝節目 |                               | 台視     | 《小人物狂想曲》    |                                                |
| 綜藝節目     |                               | 華視     | 《夏日假期》        |                                                |
| 兒童節目     |                               | 廣電基金 | 《妙精靈》          |                                                |

## 製作
| 首播期間                     | 播出頻道 | 節目                         | 備註                                               |
| 1988年1月28日－1988年2月25日 | 中視     | 《大明星說故事》             | 單元劇，主要擔任製作人與導演                       |
|                              | 中視     | 《全員競賽 快快快》          | 兒童節目，與李典勇擔任製作人                       |
|                              | 台視     | 《彩虹街》（QQ Street）      | 兒童節目，擔任製作人兼主持人，與蔡燦得、廖威凱主持 |
|                              | 台視     | 《快樂聖代》（Happy Sunday） | 兒童節目，擔任製作人，劉爾金主持                   |
|                              |          | 《小葫蘆歷險記》             | 動畫，擔任監製                                     |
| 2003年                       |          | 《帥狗黑皮》                 | 動畫，擔任創意總監                                 |

## 出版作品

### 著作
| 年份          | 書名          | 出版社   | ISBN            |
| ------------- | ------------- | -------- | --------------- |
| 2005年3月初版 | 《Tao氣人生》 | 高寶國際 | ISBN 9867323211 |

## 廣告
- 有豐食品「北海鱈魚香絲」（與張小燕合作）
- 葛蘭素史克「保麗淨假牙清潔錠」（與素珠合作）

## 趣聞
(以下資料來源為2012年9月14日《新聞挖挖哇》：〈淘氣轉身的陶大偉〉)
- 陶大偉就讀國立藝專時期曾因騎重型機車到學校並停在校門口，被駐校警察痛打一頓。
- 陶大偉年輕時因為騎重型機車發生車禍，所以很年輕時就戴著一排假牙。
- 陶大偉並不希望受父親庇蔭，所以遠赴美國。一開始原以為可以在餐廳彈琴唱歌，還買了一台高級車，但最後只能端盤子。日後在迪士尼工作，同事是現在的皮克斯副總裁。
- 陶大偉回台灣策劃電視節目，一開始並不成功。但後來嘗試《小人物狂想曲》，沒想到一炮而紅，收視率還遠超過當時鳳飛飛主持的《一道彩虹》。
- 陶大偉與王復蓉結婚時雙方父母並不知道，因此被稱為私奔，並成為當時話題。當時陶大偉在演藝圈的知名度遠遠不如王復蓉，且王復蓉結婚後退出演藝圈。兩人因喜愛繪畫而結識。
- 孫越日後信奉基督新教，是因為陶大偉的引介。

## 獎項
| 年份      | 獲提名                         | 獎項                                         | 結果 |
| --------- | ------------------------------ | -------------------------------------------- | ---- |
| 1967年3月 |                                | 第二屆電視金像獎最受歡迎男歌星獎             | 獲獎 |
| 1981年5月 | 小人物狂想曲                   | 第16屆金鐘獎綜藝節目獎                       | 獲獎 |
| 1983年7月 | 嘎嘎嗚啦啦                     | 紐約國際廣播電視展銅質獎                     | 獲獎 |
| 1994年    | 陶叔叔的卡通世界－小葫蘆歷險記 | 紐約國際廣播電視展動畫銀質獎                 | 獲獎 |
| 1994年1月 | 歡樂甜甜屋                     | 行政院新聞局82年度優良電視兒童節目製作獎     | 獲獎 |
| 1995年2月 | 快樂童心園                     | 第30屆金鐘獎兒童節目主持人獎                 | 獲獎 |
| 1995年3月 | 快樂童心園                     | 行政院新聞局84年度優良電視兒童節目主持人獎   | 獲獎 |
| 1996年3月 | 妙精靈                         | 行政院新聞局85年度優良電視兒童節目製作獎     | 獲獎 |
| 1998年4月 |                                | 行政院新聞局87年度優良電視兒童節目終身成就獎 | 獲獎 |
| 2001年7月 |                                | 行政院新聞局特別貢獻獎                       | 獲獎 |

## 資料來源
1. ↑  項貽斐 台北報導，〈玩音樂、做動畫、主持…全才藝人〉 （页面存档备份，存于），《聯合報》2012年9月13日。
2. ↑  葉君遠、王筱君、王郁惠 台北報導，〈陶大偉走前豁達 傳簡訊告別老友〉 的存檔，存档日期2012-09-16.，《聯合報》2012年9月14日。
3. ↑  〈陶大偉罹癌命危?! 陶喆澄清:不嚴重〉 （页面存档备份，存于），華視新聞2012年8月15日。
4. ↑  娛樂中心、邱俊吉 台北報導，〈陶大偉永別了〉 （页面存档备份，存于），《台灣蘋果日報》2012年9月13日。
5. ↑  徐卉 台北2012年9月14日電，〈陪陶大偉再狂想 21日齊追思〉 （页面存档备份，存于），中央通訊社2012年9月14日。
6. ↑  特勤組、李志展 台北報導，〈陶大偉風雨中火化 陶喆捧父骨灰回家暗垂淚〉 （页面存档备份，存于），《台灣蘋果日報》2012年9月16日。
7. 1 2  張哲鳴 台北報導，〈恬妞奔台送行難忘28年收歌情 「我愛你」泣別陶叔叔〉 （页面存档备份，存于），《台灣蘋果日報》2012年9月22日。
8. ↑  李志展 台北報導，〈陶大偉笑淚聲中謝幕 陶喆貓王歌獻父〉 （页面存档备份，存于），《台灣蘋果日報》2012年9月22日。
9. ↑  .   [2012-09-13]. （原始内容存档于2012-09-14）.
10. ↑  《錦繡年華》頁面
11. ↑  .   [2012-09-13]. （原始内容存档于2013-12-20）.
12. ↑  欣欣，〈「全員競賽－快快快」成績可觀〉，《掃描線周刊》第182期（中視文化公司1989年6月30日版）第45頁。
13. ↑  憶人，〈陶大偉要主持兒童節目〉 （页面存档备份，存于），《電視周刊》第1102期（台視文化公司1983年11月20日出版）第56至57頁。
14. ↑  林林，〈「大明星說故事」溫馨有創意〉，《掃描線周刊》第108期（中視文化公司1988年1月29日出版）第18頁。
15. ↑  欣欣，〈「全員競賽－快快快」成績可觀〉，《掃描線周刊》第182期（中視文化公司1989年6月30日版）第45頁。
16. ↑  .   [2012-09-13]. （原始内容存档于2012-09-14）.

## 外部連結
- 陶大偉在互联网电影资料库（IMDb）上的資料（英文）
- 在AllMovie上陶大偉的頁面（英文）
- 陶大偉在香港影庫上的簡介
- 陶大偉在豆瓣上的资料（简体中文）
- 陶大偉在时光网上的簡介（简体中文）